# 1511

## Esdeveniments
Països Catalans
- Terratrèmol a Barcelona. 23 de desembre de 1511.[1]

| «                                                                                | Any 1511. Dimarç, a XXIII. En aquest die, a VI hores y tres quarts y mig de matí, fonch terratrèmol en la present ciutat de Barchinona, lo qual fonch molt gran y molt sentit; durà temps que·s poguera ésser dita casi mija Ave Maria. Plàcia a Nostre Senyor Déu nos vulla guardar de tot perill. | » |
| — DIETARIS DE LA GENERALITAT DE CATALUNYA. Volum I. Anys 1411 a 1539. Pàgina 53. | |   |

Resta del món
- Els francesos, en guerra amb Ferran II d'Aragó envaeixen la Cerdanya.
- Es recopila el Cancionero general, recull de la lírica culta medieval espanyola
- Erasme de Rotterdam acaba l'Encomium moriae
- Arriben els primers esclaus negres a Colòmbia

## Naixements
Països Catalans
Resta del món
- 18 de juny - Settignano (Itàlia): Bartolomeo Ammannati, arquitecte i escultor manierista italià (m. 1592).[2]
- 30 de juliol - Giorgio Vasari, arquitecte, pintor i escriptor italià (m. 1574).[3]
- 29 de setembre - Vilanova de Sixena (Regne d'Aragó): Miquel Servet, Revés, humanista, teòleg i científic aragonès d'abast universal (m. 1553).
- Trujillo, Corona de Castella: Gaspar Cervantes de Gaeta, arquebisbe de Tarragona i cardenal espanyol (m. 1575).
- Trujillo, Corona de Castella: Francisco Orellana, explorador espanyol (m. 1546).

## Necrològiques
Països Catalans
Resta del món
- 6 de setembre - Japó: Ashikaga Yoshizumi, 27è shogun
- 21 de novembre - Valls: Gonzalo Fernández de Heredia, 43è president de la Generalitat de Catalunya